# Dunkerque-Malo grand littoral basket club
Ne doit pas être confondu avec le club de handball du Dunkerque Handball Grand Littoral, précédemment appelé US Dunkerque.
Le Dunkerque-Malo Grand Littoral Basket Club est un club féminin français de basket-ball évoluant pour la saison 2021-2022 en NF2 (Nationale Féminine 2), soit le quatrième niveau du championnat de France. Le club a longtemps porté le nom d'US Dunkerque.

## Historique

Logo de l'US Dunkerque

L’Union Sportive Dunkerquoise Basketball a été créée il y a 60 ans en 1953 à Dunkerque et accueille filles et garçons de mini poussins à séniors, du territoire dunkerquois et des environs qui souhaitent pratiquer le basket-ball. Le club compte environ 350 licenciés et 24 équipes. Il engage des équipes à tous les niveaux de la compétition du championnat de District au championnat Régional ainsi que des équipes féminines minimes et cadettes en championnat de France. Son équipe senior masculine 1 évolue en championnat Région excellence. Il a la volonté d’être un club formateur.
Le Basket Club Malouin a été créé le 13 juin 1967 dans le but de développer les forces physiques et morales des jeunes par la pratique de l’éducation et des sports. Depuis sa création le BCM a toujours été apprécié dans la région pour son esprit de convivialité et d’attachement à ses engagements : contribution à la défense des institutions éducatives et sociales. Il existe également une certaine fidélité avec des licenciés présents depuis une trentaine d’années. À ce jour il accueille les jeunes et les seniors de Malo et Dunkerque qui souhaitent pratiquer le basket-ball. Le club compte environ 130 licenciés et 10 équipes. Il engage des équipes à différents niveaux de compétition du championnat de District au championnat Départemental.
Le 13 mai 2008, lors de leurs Assemblées Générales Extraordinaires respectives, les deux clubs ont décidé de s’unir dans un projet commun afin de rassembler leurs forces, proposer un plus large éventail d’équipes à des niveaux différents à leurs licenciés, développer une filière de formation pour les jeunes filles et garçons, se structurer pour améliorer l’accueil, la gestion et les services aux adhérents.
De cette fusion est née le 1er juin 2008, DUNKERQUE-MALO Grand Littoral BASKET-CLUB, association dans le cadre régi par la loi du 1er juillet 1901 et le décret du 16 août 1901.
- 1945 : Création d'une section basket au sein de l'Olympique dunkerquois
- 1947 : Première saison pour les féminines
- 1997 : Après trois années en Nationale 1B, accession en Nationale 1A (ancêtre de la Ligue féminine de basket)
- 2008 : L'US Dunkerque change de nom pour celui du Dunkerque-Malo BC[1].

Après une 11e place en 2011, le club perd Mariame Dia (Pau Lacq Orthez), Héléna Akmouche (Armentières), Linda Bousbaa (Limoges), Marlène Duquesne, Sophie
Watrelot, Bénédicte Fombonne (arrêt) mais recrute Elodie Dubasque (Rennes), Sabrina Scott (USA, Colorado), Pauline Fournier (COB Calais), Taissa Bovykina (Ukraine), Aurélie Durand (ex-Rennes, retour Angleterre), alors que Dace Brumermane est maintenant naturalisée.
En juin 2015, après une saison réussie, Sébastien Devos quitte son poste d'entraîneur qu'il occupait depuis quatre saisons. Le 9 juillet 2015, Pascal Delaliaux est nommé au poste d'entraîneur.

## Effectif 2021-2022
| Numéro | Nom                     | Âge | Taille | Poste | Nationalité |
| ------ | ----------------------- | --- | ------ | ----- | ----------- |
| 4      | Marine David            |     |        |       |             |
| 5      | Mathilde Dumond         |     |        |       |             |
| 6      | Noémie Galloo           |     |        |       |             |
| 7      | Emmanuelle Gorjeu       | 33  | 1m72   | 1     |             |
| 9      | Dace Pierre-Joseph      |     |        |       |             |
| 10     | Celia Delahaye          |     |        |       |             |
| 11     | Fatoumata Fatou Diakité |     |        |       |             |
| 12     | Dado Faye               |     |        |       |             |
| 13     | Sophie Persine          |     |        |       |             |
| 15     | Céline Girard           |     |        |       |             |

## Effectif 2014-2015
- Entraîneur :  Sébastien Devos

| Numéro | Nom                 | Âge             | Taille (m) | Poste      | Nationalité     |
| 4      | Emmanuelle Gorjeu   | 3 mars 1989     | 1,72 m     | Meneuse    | France          |
| 5      | Victoria Ricart     | 25 juin 1993    | 1,79 m     | Ailière    | France          |
| 6      | Anne-Sophie Pagnier | 2 mars 1987     | 1,80 m     | Ailière    | France          |
| 7      | Romane Geerhardt    |                 |            |            | France          |
| 8      | Lisa Baconnier      | 1994            | 1,70 m     | Arrière    | France          |
|        | Caroline Turin      | 1987            | 1,73 m     | Arrière    | Suisse          |
| 9      | Dace Pierre-Joseph  | 10 octobre 1981 | 1,86 m     | Intérieure | Lettonie France |
| 10     | Anaïs Viale         | 12 juillet 1991 | 1,88 m     | Intérieure | France          |
| 12     | Keisha Hampton      | 22 février 1990 | 1,89 m     | Intérieure | États-Unis      |
| 13     | Lisa Faurez         | 1994            | 1,87 m     | Intérieure | France          |
| 15     | Sonia Bal           | 1980            | 1,82 m     | Ailière    | France          |

## Effectif 2013-2014
- Entraîneur :  Sébastien Devos

| Numéro | Nom                | Âge              | Taille (m) | Poste      | Nationalité |
| 4      | Clémence Urien     | 18 avril 1995    | 1,64 m     | Meneuse    | France      |
| 5      | Victoria Ricart    | 25 juin 1993     | 1,79 m     | Ailière    | France      |
| 8      | Coralie Desprez    | 24 janvier 1994  | 1,72 m     | Arrière    | France      |
| 9      | Dace Pierre-Joseph | 10 octobre 1981  | 1,86 m     | Intérieure | Lettonie    |
| 10     | Anaïs Viale        | 12 juillet 1991  | 1,88 m     | Intérieure | France      |
| 11     | Aurélie Durand     | 1988             | 1,71 m     | Arrière    | France      |
| 12     | Taelor Karr        | 14 novembre 1990 | 1,72 m     | Meneuse    | États-Unis  |
| 13     | Lisa Faurez        | 1994             | 1,87 m     | Intérieure | France      |
| 14     | Marta Rozewicz     | 1987             | 1,90 m     | Intérieure | Pologne     |
| 15     | Sonia Bal          | 1980             | 1,82 m     | Ailière    | France      |

## Palmarès
- Champion de France NF1b 1996-1997
- Vainqueur trophée national 2004-2005

## Bilan par saison
| Saison    | Championnat de France | Championnat de France | Championnat de France      | Championnat de France | Équipe |
| Saison    | Nb                    | PV                    | Classement Phase régulière | Play-offs             | Équipe |
| --------- | --------------------- | --------------------- | -------------------------- | --------------------- | --- |
| 2006-2007 | -                     | -                     | -                          |                       | Sonia Bal, Jehanne Detry, Marlène Duquesne, Ina Radzionava, Doriane Tahane, Lucie Carlier, Émilie Venier, Rasa Zemansteskaite Encadrement : Christian Devos (entraîneur), Sébastien Devos (assistant)                                                           |
| 2007-2008 | -                     | -                     | -                          |                       | Jehanne Detry, Jessie De Colo, Lucie Carlier, Marlène Duquesne, Émilie Venier, Dace Pierre-Joseph, Rasa Zemansteskaite, Sonia Adler, Virginie Delepine, Sonia Bal Encadrement : Christian Devos (entraîneur), Sébastien Devos (assistant)                       |
| 2008-2009 | -                     | -                     | -                          |                       | Jehanne Detry, Lucie Carlier, Marlène Duquesne, Émilie Venier, Dace Pierre-Joseph, Rasa Zemansteskaite, Sonia Adler, Virginie Delepine, Sonia Bal, Bénédicte Fombonne, Amélie Fresnais Encadrement : Christian Devos (entraîneur), Sébastien Devos (assistant)  |
| 2009-2010 | -                     | -                     | -                          |                       | Lucie Carlier, Marlène Duquesne, Leslie Matanga, Sonia Adler, Katalin Kurtosi, Sophie Watrelot, Bénédicte Fombonne, Amélie Fresnais, Mariame Dia, Sonia Bal Encadrement : Christian Devos (entraîneur), Sébastien Devos (assistant)                             |
| 2010-2011 | 30                    | 46,6 %                | 11e                        |                       | Lucie Carlier, Marion Carlier, Mariame Dia, Héléna Akmouche, Linda Bousbaa, Amélie Fresnais, Marlène Duquesne, Sophie Watrelot, Lisa Faurez, Sonia Bal, Dace Pierre-Joseph, Laetitia Six Encadrement : Sébastien Devos (entraîneur), Régis Fichelle (assistant) |
| 2011-2012 | 26                    | 42,3 %                | 8e                         |                       | Taissia Bovykina, Laëtitia Six, Lucie Carlier, Sabrina Scott, Élodie Dubasque, Aurélie Durand, Pauline Fournier, Amélie Fresnais, Marie Lecoustre, Dace Pierre-Joseph Encadrement : Sébastien Devos (entraîneur), Régis Fichelle (assistant)                    |
| 2012-2013 | 24                    | 37,5 %                | 9e                         |                       | Coralie Desprez, Judit Fritz, Kekelly Elenga, Sabrina Scott, Dace Pierre-Joseph, Marie Lecoustre, Aurélie Durand, Melissa Micaletto, Lisa Faurez, Sonia Bal Encadrement : Sébastien Devos (entraîneur), Régis Fichelle (assistant)                              |
| 2013-2014 | 26                    | 34,6 %                | 13e                        |                       | Clémence Urien, Victoria Ricart, Coralie Desprez, Dace Pierre-Joseph, Anaïs Viale, Aurélie Durand, Taelor Karr, Lisa Faurez, Marta Rosewicz, Sonia Bal Encadrement : Sébastien Devos (entraîneur), Régis Fichelle (assistant)                                   |
| 2014-2015 | 26                    | 69,2 %                | 3e                         | 2e                    | Victoria Ricart, Anne-Sophie Pagnier, Romane Geerhardt, Lisa Baconnier, Caroline Turin, Dace Pierre-Joseph, Anaïs Viale, Keisha Hampton, Lisa Faurez,Sonia Bal Encadrement : Sébastien Devos (entraîneur), Régis Fichelle (assistant)                           |

Nb : Nombre de matches de saison régulière
PV : Pourcentage de victoires en saison régulière